# (4191) Assesse
(4191) Assesse es un asteroide perteneciente al cinturón de asteroides, descubierto el 22 de mayo de 1980 por Henri Debehogne desde el Observatorio de La Silla, Chile.

## Designación y nombre
Designado provisionalmente como 1980 KH. Fue nombrado Assesse en homenaje al municipio belga de Assesse.